# Rabaki Jérémie Ouedraogo
Pour les articles homonymes, voir Ouedraogo.
Rabaki Jérémie Ouédraogo est un coureur cycliste burkinabé, né le 1er janvier 1973.

## Biographie
Il a notamment remporté la deuxième édition de l'UCI Africa Tour.
En 2006, il a représenté le Burkina Faso au championnat du monde sur route à Salzbourg avec Saïdou Rouamba et Abdul Wahab Sawadogo.

## Palmarès
- 2000
  - 3e du championnat du Burkina Faso sur route
- 2001
  - 9e étape du Tour du Faso
- 2003
  - 3e du championnat du Burkina Faso sur route
- 2005
  -  Champion du Burkina Faso sur route
  - 2e, 4e et 7e étapes de la Boucle du coton
  - Tour du Faso :
    - Classement général
    - 1re, 5e et 8e étapes

  - 2e de la Boucle du coton
  - 3e de l'UCI Africa Tour
- 2006
  - UCI Africa Tour
  -  Champion du Burkina Faso sur route
  - Grand Prix Onatel
  - Boucle du coton :
    - Classement général
    - 1re et 7e étapes
- 2007
  - 4e et 7e étapes de la Boucle du coton
  - 10e étape du Tour de l'est international
  - 2e du championnat du Burkina Faso sur route
- 2008
  - 3e étape du Tour de l'est international
- 2009
  -  Champion du Burkina Faso sur route
  - Grand Prix Onatel
- 2010
  - 2e du championnat du Burkina Faso sur route

## Classements mondiaux
| Année           | 2005 | 2006 | 2007 | 2008 | 2009 |
| --------------- | ---- | ---- | ---- | ---- | ---- |
| UCI Africa Tour | 3e   | 1er  | 65e  |      | 27e  |